# Mary Dudley
Mary Sidney (nascida Dudley) (c. 1530–1535 - Londres, 9 de agosto de 1586) foi uma dama de companhia na corte de Elizabeth I, e mãe de Sir Philip Sidney e de Mary Sidney Herbert, condessa de Pembroke. Filha de João Dudley, 1.º Duque de Northumberland, foi marginalmente implicada na tentativa de seu pai de colocar Lady Jane Gray no trono inglês e foi afetada por seu attainder.
Mary Dudley foi uma das confidentes mais íntimas da rainha Elizabeth durante os primeiros anos de seu reinado. Suas funções incluíam cuidar da rainha durante a varíola em 1563 e atuar como porta-voz dos diplomatas. Irmã do favorito de Elizabeth, Robert Dudley, conde de Leicester, sempre foi leal à família. Era mãe de sete filhos e acompanhou seu marido, Sir Henry Sidney, para a Irlanda e as Marcas de Gales. A partir da década de 1570, o casal queixou-se repetidamente de seu, segundo eles, mau tratamento por parte da Rainha. Ainda uma das damas favoritas de Elizabeth, Mary Dudley aposentou-se da vida na corte em 1579, sofrendo de problemas de saúde durante seus últimos anos.

## Família e primeiros anos de casamento
Mary Dudley era a filha mais velha entre os treze filhos de João Dudley, 1.º Duque de Northumberland e sua esposa Jane Guildford. Mary Dudley foi bem educada. Fluente em italiano, francês e latim, se interessava por alquimia, romances e escrever poesia. Sua cópia de Chronicles de Eduardo Hall traz suas anotações em francês. Ela também se tornou amiga, correspondente e visitante frequente do cientista e mago John Dee.
Em 29 de março de 1551, Mary Dudley casou-se com Henry Sidney em Esher, Surrey. Possivelmente um casamento por amor, a cerimônia foi repetida em público em 17 de maio de 1551 na casa de seus pais em Ely Place, Londres. Quatro meses depois, Henry Sidney tornou-se Cavalheiro Chefe da Câmara Privada de Eduardo VI; tendo sido nomeado cavaleiro pelo jovem rei no dia em que seu sogro, que chefiava o governo, foi elevado ao ducado de Northumberland.
Em maio de 1553, o segundo irmão mais novo de Mary, Guildford Dudley, era casado com a prima favorita de Edward, Lady Jane Gray. De acordo com Lady Jane, foi Mary Dudley quem, em 9 de julho de 1553, a chamou para trazê-la para Syon House, o lugar onde foi informada que ela era a Rainha da Inglaterra de acordo com o testamento do Rei Eduardo. Após o triunfo de Maria I em duas semanas e a prisão e execução do duque de Northumberland, os Sidney estavam em uma situação precária. Como o resto da família Dudley, Mary Dudley foi atingida e sofreu as consequências em seu status legal. As três irmãs de Henry Sidney, no entanto, eram as damas favoritas da Rainha Maria, o que pode ter salvado sua carreira. No início de 1554, ele foi com uma embaixada à Espanha para implorar ao futuro rei consorte da Inglaterra, Filipe, o perdão de seus cunhados João, Ambrose, Roberto e Henrique. John Dudley, o irmão mais velho, morreu dias após sua libertação em outubro de 1554 em Penshurst Place em Kent, a mansão de Sidney concedida a eles por Eduardo VI em 1552. Philip Sidney, o primeiro filho de Mary Dudley, nasceu lá em novembro de 1554 e recebeu o nome de seu padrinho, o rei. Sua madrinha, a duquesa viúva de Northumberland, morreu em janeiro de 1555. Ela deixou 200 marcos para sua filha, bem como um relógio estimado "que era do senhor de seu pai, orando para que ela o guardasse como uma joia".
Em 1556, Mary Dudley foi com o marido para a Irlanda, onde residiram principalmente no Castelo de Athlone. Sua primeira filha, Mary Margaret, nasceu algum tempo depois de sua chegada. A Rainha Maria agiu como madrinha, mas a criança morreu com "um ano e três quartos de idade". Enquanto isso, o bebê Philip ficou para trás em Penshurst até que sua mãe voltou da Irlanda em setembro de 1558. Ela havia sido restaurada no sangue no início do ano, quando o confisco dos bens de Dudley foi levantado pelo último parlamento de Maria I.